# Дорчестер (Техас)
Дорчестер (англ. Dorchester) — місто (англ. city) в США, в окрузі Грейсон штату Техас. Населення — 69 осіб (2020).

## Географія
Дорчестер розташований за координатами 33°32′8″ пн. ш. 96°41′26″ зх. д. / 33.53556° пн. ш. 96.69056° зх. д. (33.535684, -96.690547).  За даними Бюро перепису населення США в 2010 році місто мало площу 4,21 км², уся площа — суходіл. В 2017 році площа становила 3,39 км², уся площа — суходіл.

## Демографія
Згідно з переписом 2010 року, у місті мешкало 148 осіб у 55 домогосподарствах у складі 41 родини. Густота населення становила 35 осіб/км².  Було 65 помешкань (15/км²).
Расовий склад населення:
| - 83,8 % — білих - 2,0 % — чорних або афроамериканців - 9,5 % — осіб інших рас |

До двох чи більше рас належало 4,7 %. Частка іспаномовних становила 16,9 % від усіх жителів.
За віковим діапазоном населення розподілялося таким чином: 20,9 % — особи молодші 18 років, 58,8 % — особи у віці 18—64 років, 20,3 % — особи у віці 65 років та старші. Медіана віку мешканця становила 45,3 року. На 100 осіб жіночої статі у місті припадало 97,3 чоловіків;  на 100 жінок у віці від 18 років та старших — 108,9 чоловіків також старших 18 років.
За межею бідності перебувало 13,9 % осіб, у тому числі 12,0 % дітей у віці до 18 років та 0,0 % осіб у віці 65 років та старших.
Цивільне працевлаштоване населення становило 43 особи. Основні галузі зайнятості: виробництво — 23,3 %, будівництво — 20,9 %, інформація — 14,0 %, роздрібна торгівля — 11,6 %.